# جزیره کودیاک
جزیره کودیاک (به انگلیسی: Kodiak Island) یک جزیره در ایالات متحده آمریکا است که در آلاسکا واقع شده‌است.

## خصوصیات
جزیره کودیاک ۹٬۳۱۱٫۲۴ کیلومترمربع مساحت دارد.

## نگارخانه

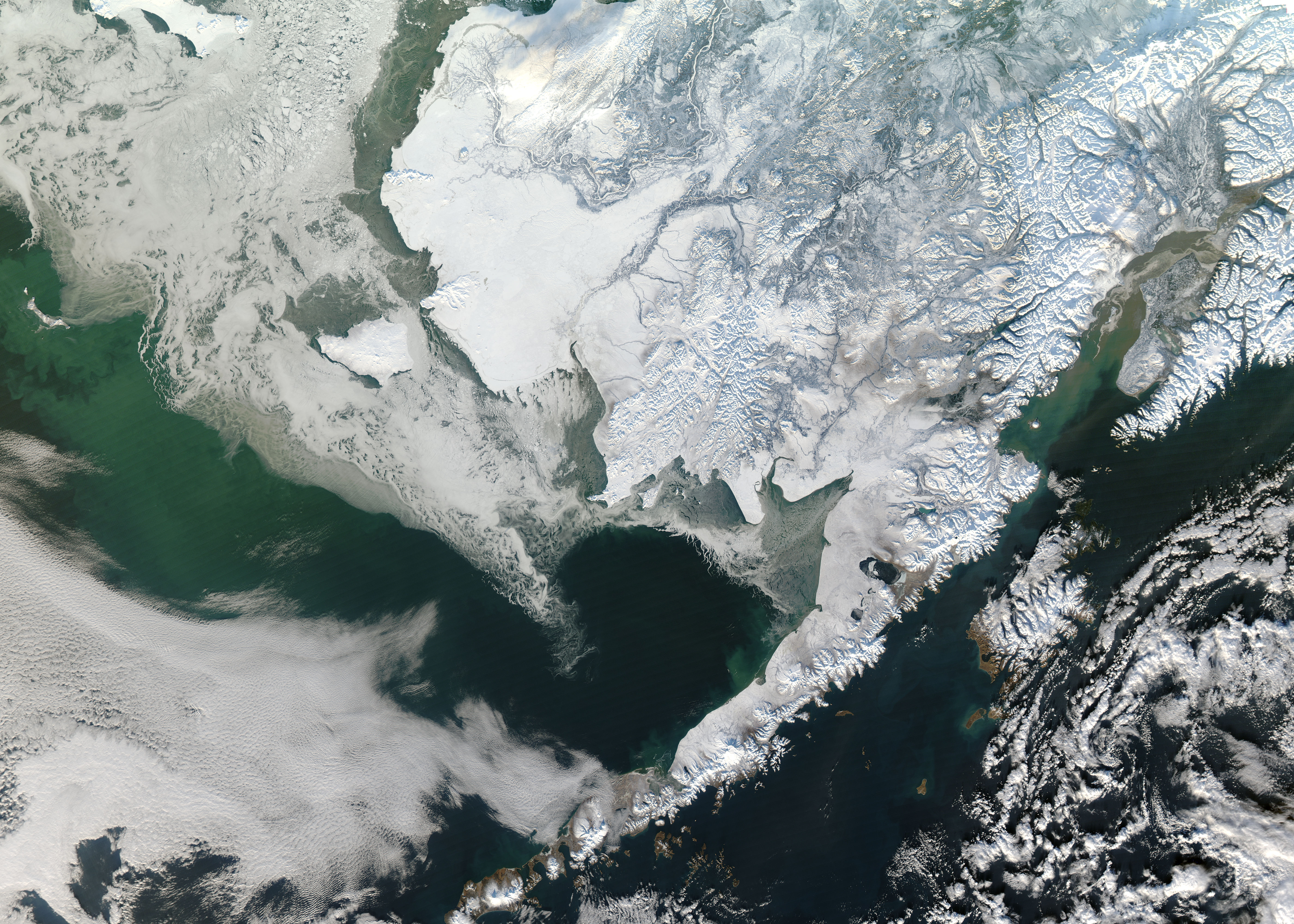
جزیره کودیاک در جنوب شبه جزیره آلاسکا در سمت راست در نزدیکی ساحل شبه جزیره آلاسکا با ساحلی چین و شکنج‌دار دیده می‌شود.